# Eorupertia
Eorupertia es un género de foraminífero bentónico de la subfamilia Victoriellinae, de la familia Victoriellidae, de la superfamilia Planorbulinoidea, del suborden Rotaliina y del orden Rotaliida. Su especie tipo es Uhligina boninensis. Su rango cronoestratigráfico abarca desde el Luteciense (Eoceno medio) hasta el Priaboniense (Eoceno superior).

## Clasificación
Eorupertia incluye a las siguientes especies:
- Eorupertia bermudezi †
- Eorupertia boninensis †
- Eorupertia cristata †
- Eorupertia incrassata †
- Eorupertia laevis †
- Eorupertia magna †
- Eorupertia neocomiensis †